# Kings Of The City
Kings Of The City – brytyjska grupa rockowo-hiphopowa z Londynu.
W jego skład wchodzili: raperzy Ali Bla Bla i Koken, wokalista Danny Wilder, basista Memari Man, gitarzysta Richie 2 Pun, perkusista Royal i 8bit, który zajmował się graniem na syntezatorze. W 2011 wydali singiel razem z zespołem Klashnekoff i wyruszyli w trasę koncertową po Wielkiej Brytanii razem z Maverickiem Sabre.

## Historia
Zespół został założony przez rapera Ali Bla Bla po spotkaniu wokalisty Danny'ego Wildera na koncercie Busta Rhymes w londyńskiej Arenie Wembley. Następnie Ali, tworząc zespół, zwrócił się do przyjaciół z czasów szkoły: Richie 2 Pun, Memari Man, Koken, 8bit (który przedstawił perkusistę Royala Alemu).
Ich debiutowy singiel I Try (pol. Próbuję) został wydany 31 sierpnia 2010 roku, zyskał on wsparcie radia BBC Radio 1 i radia BBC Radio 1Xtra. Osiągnęli wielki sukces Dzięki przebojom Listen To The Old Man (1 listopada 2010) oraz Darkness (11 marca 2011), w którym pojawił się zespół Klashnekoff. Zespół wydał ich największy undergroundowy hit Make Me Worse (13 lipca 2012), wystąpili też na żywo w audycji „Charlie Sloth’s Fire In The Booth” w radiu BBC Radio 1xtra. Część ich popularności wywiodła się z remixu przeboju Make Me Worse, który wykonał Muzzy – DJ, producent i przedsiębiorca z wytwórni płytowej Monstercat. Ów remix doczekał się miliona odsłon.
3 października 2013 zmarł w wieku 27 lat na raka płuc wokalista Danny Wilder. Zespół wydał oświadczenie na swojej stronie na Facebooku: „Po raz pierwszy w moim życiu brak mi słów. Nasz brat, przyjaciel, przywódca, wokalista, gitarzysta, lider i wszechstronny szef, Danny Wilder, odszedł wczoraj rano. Świat już nigdy nie będzie taki sam. Jednoczymy się w najgłębszym smutku razem z jego rodziną i ukochanymi osobami oraz składamy wyrazy szacunku”.